# 오연지
오연지(1990년 8월 4일~)는 대한민국의 권투 선수이다. 2020년 하계 올림픽에 참가했으며, 세계 선수권 대회에서 동메달 2개 획득했다. 또한 2018년 아시안 게임에서 라이트급 금메달을 획득했다.

## 경력
전라북도 군산시 출신으로 신흥초등학교, 진포중학교, 군산상업고등학교, 호원대학교를 졸업했다. 중학교 2학년 때 외삼촌이자 1988년 하계 올림픽 복싱 국가대표였던 전진철의 권유로 복싱에 입문하여 고향 군산에 있는 외삼촌의 복싱장에서 수련했다.
2015년과 2017년에 아시아 선수권 대회에서 우승하였고, 2018년 인도네시아 자카르타에서 열린 2018년 아시안 게임에 대한민국 국가대표로 참가하여 라이트급 금메달을 획득했다. 이 때 베트남의 르우티주옌을 시작으로 8강전에서 세계 선수권 대회 2연패를 달성했던 중화인민공화국의 양원루를 3-2로 꺾었고, 준결승전에서 조선민주주의인민공화국의 최혜송을 5-0으로 꺾었다. 결승전에서는 태국의 수다뽄 시손디를 4-1 판정승을 거두며 우승을 차지했다. 이는 아시안 게임 역사상 처음으로 대한민국 여자 권투 선수가 획득한 금메달이다. 같은 해 11월 인도의 뉴델리에서 열린 세계 복싱 선수권 대회에 대한민국 국가대표로 참가하여 라이트급 동메달을 획득했다. 8강에서 스웨덴의 앙네스 알렉시우손을 5-0으로 대파했으나 준결승전에서 자카르타 아시안 게임 결승 상대인 시손디를 다시 만나 1-4로 패했다.
2024년 하계 올림픽 직후 열린 전국체육대회에서는 2024년 하계 올림픽 복싱에 다른 체급으로 나갔던 임애지와 60kg급 결승전에서 맞대결하는 진풍경을 연출했다. 그 이유는 임애지가 오연지와 체급이 달라서인데, 국제 대회와 달리 대한민국 국내 대회에는 임애지가 주로 나서는 체급인 54kg급이 없어서 임애지가 60kg급으로 올려서 국내 대회에 나서기 때문이다.